# Líbia nos Jogos Olímpicos de Verão de 2020
A Líbia competiu nos Jogos Olímpicos de Verão de 2020 em Tóquio. Originalmente programados para ocorrerem de 24 de julho a 9 de agosto de 2020, os Jogos foram adiados para 23 de julho a 8 de agosto de 2021, por causa da pandemia COVID-19. Foi a 12.ª participação da nação nos Jogos Olímpicos de Verão desde sua estreia em 1964. 

## Competidores
Abaixo está a lista do número de competidores nos Jogos.
| Esporte   | Masculino | Feminino | Total |
| --------- | --------- | -------- | ----- |
| Atletismo | 0         | 1        | 1     |
| Judô      | 1         | 0        | 1     |
| Natação   | 1         | 0        | 1     |
| Remo      | 1         | 0        | 1     |
| Total     | 3         | 1        | 4     |

## Atletismo
A Líbia recebeu vaga de universalidade da World Athletics para enviar uma atleta às Olimpíadas.
- Nota– As posições para os eventos de pista são em relação à bateria do atleta
- Q = Qualificado para a próxima fase
- q = Qualificado para a próxima fase como o perdedor mais rápido ou, em eventos de campo, pela posição sem atingir o alvo para qualificação
- NR = Recorde nacional
- N/A = Fase não aplicável para o evento
- Bye = Atleta não precisou disputar aquela fase

Eventos de pista e estrada
| Atleta      | Evento         | Eliminatória | Eliminatória | Quartas-de-final | Quartas-de-final | Semifinal | Semifinal | Final     | Final   |
| Atleta      | Evento         | Resultado    | Posição      | Resultado        | Posição          | Resultado | Posição   | Resultado | Posição |
| ----------- | -------------- | ------------ | ------------ | ---------------- | ---------------- | --------- | --------- | --------- | ------- |
| Hadel Aboud | 100 m feminino |              |              |                  |                  |           |           |           |         |

## Judô
A Líbia inscreveu um judoca para o torneio com base no ranking olímpico individual da International Judo Federation.
Masculino
| Atleta   | Evento  | Fase de 32           | Oitavas-de-final     | Quartas-de-final     | Semifinais           | Repescagem           | Final / BM           | Final / BM |
| Atleta   | Evento  | Adversário Resultado | Adversário Resultado | Adversário Resultado | Adversário Resultado | Adversário Resultado | Adversário Resultado | Posição    |
| -------- | ------- | -------------------- | -------------------- | -------------------- | -------------------- | -------------------- | -------------------- | ---------- |
| Ali Omar | +100 kg |                      |                      |                      |                      |                      |                      |            |

## Natação
A Líbia recebeu vaga de universalidade da FINA para enviar o nadador de melhor ranking para seu respectivo evento individual nas Olimpíadas, baseado no Ranking de Pontos da FINA de 28 de junho de 2021.
| Atleta         | Evento                | Eliminatória | Eliminatória | Semifinal | Semifinal | Final | Final   |
| Atleta         | Evento                | Tempo        | Posição      | Tempo     | Posição   | Tempo | Posição |
| -------------- | --------------------- | ------------ | ------------ | --------- | --------- | ----- | ------- |
| Audai Hassouna | 200 m livre masculino |              |              |           |           |       |         |

## Remo
A Líbia qualificou um barco para o skiff simples masculino para os Jogos após vencer a final B e garantir a quinta e última vaga disponível na Regata Africana de Qualificação Olímpica de 2019 em Túnis, Tunísia.
| Atleta          | Evento                  | Eliminatórias | Eliminatórias | Repescagem | Repescagem | Quartas de final | Quartas de final | Semifinais | Semifinais | Final | Final   |
| Atleta          | Evento                  | Tempo         | Posição       | Tempo      | Posição    | Tempo            | Posição          | Tempo      | Posição    | Tempo | Posição |
| --------------- | ----------------------- | ------------- | ------------- | ---------- | ---------- | ---------------- | ---------------- | ---------- | ---------- | ----- | ------- |
| Hussein Qanboor | Skiff simples masculino |               |               |            |            |                  |                  |            |            |       |         |

Legenda de Qualificação: FA=Final A (medalha); FB=Final B; FC=Final C; FD=Final D; FE=Final E ; FF=Final F; SA/B=Semifinais A/B; SC/D=Semifinais C/D; SE/F=Semifinais E/F; QF=Quartas de final; R=Repescagem